# خانه کوچه هفت تن
خانه کوچه هفت تن مربوط به دوره قاجار است و در تهران، امتداد جنوبی چهارسوق بزرگ، بازار مسگرها واقع شده و این اثر در تاریخ ۱ مهر ۱۳۸۲ با شمارهٔ ثبت ۱۰۴۱۴ به‌عنوان یکی از آثار ملی ایران به ثبت رسیده است.
این خانه پس از فتح  تهران  توسط  سردار مجنون خان  پازکی  داده شد و تا پایان دوره قاجار به رجال و اطرافیان شاه قاجار داده می شد.

## نگارخانه

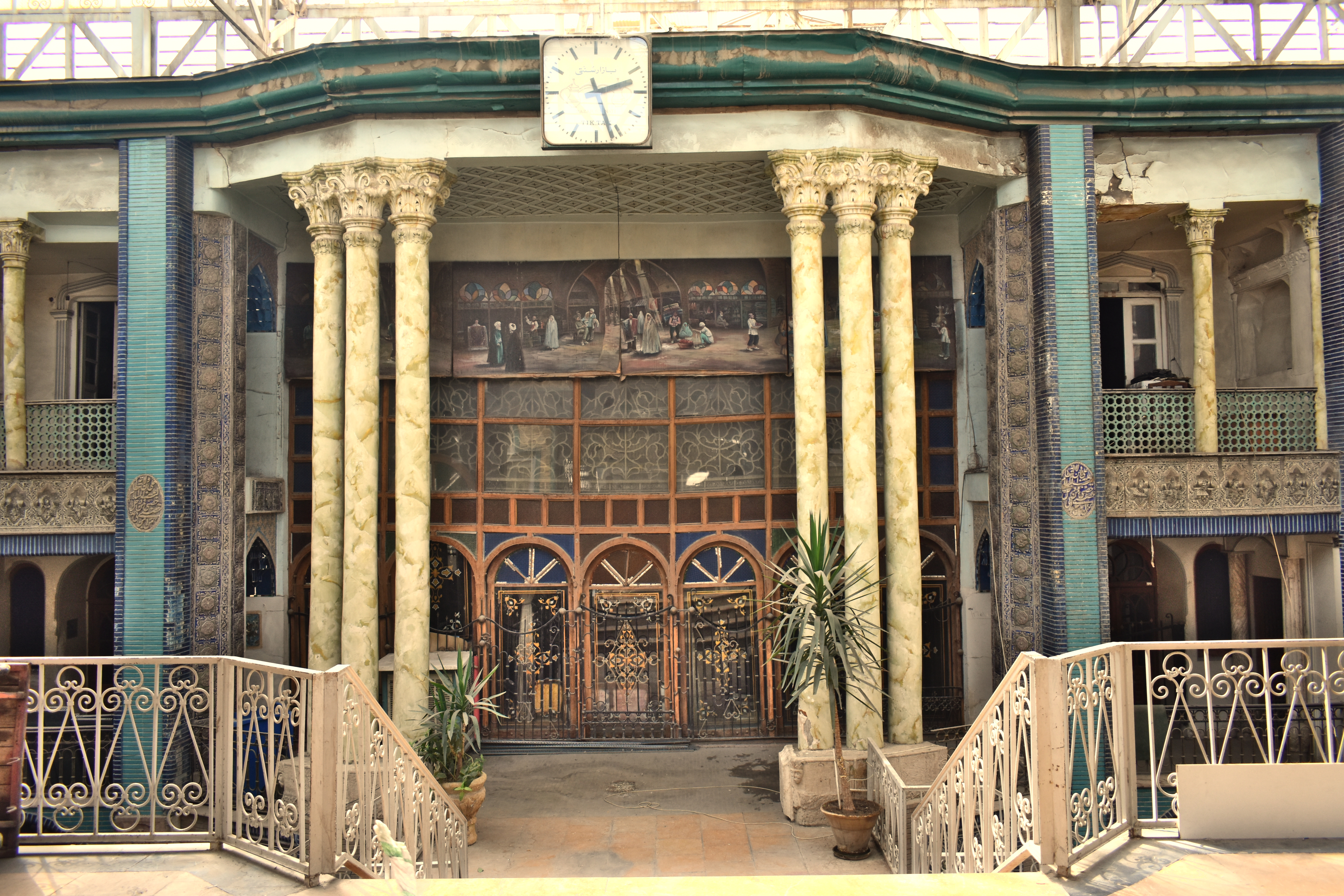
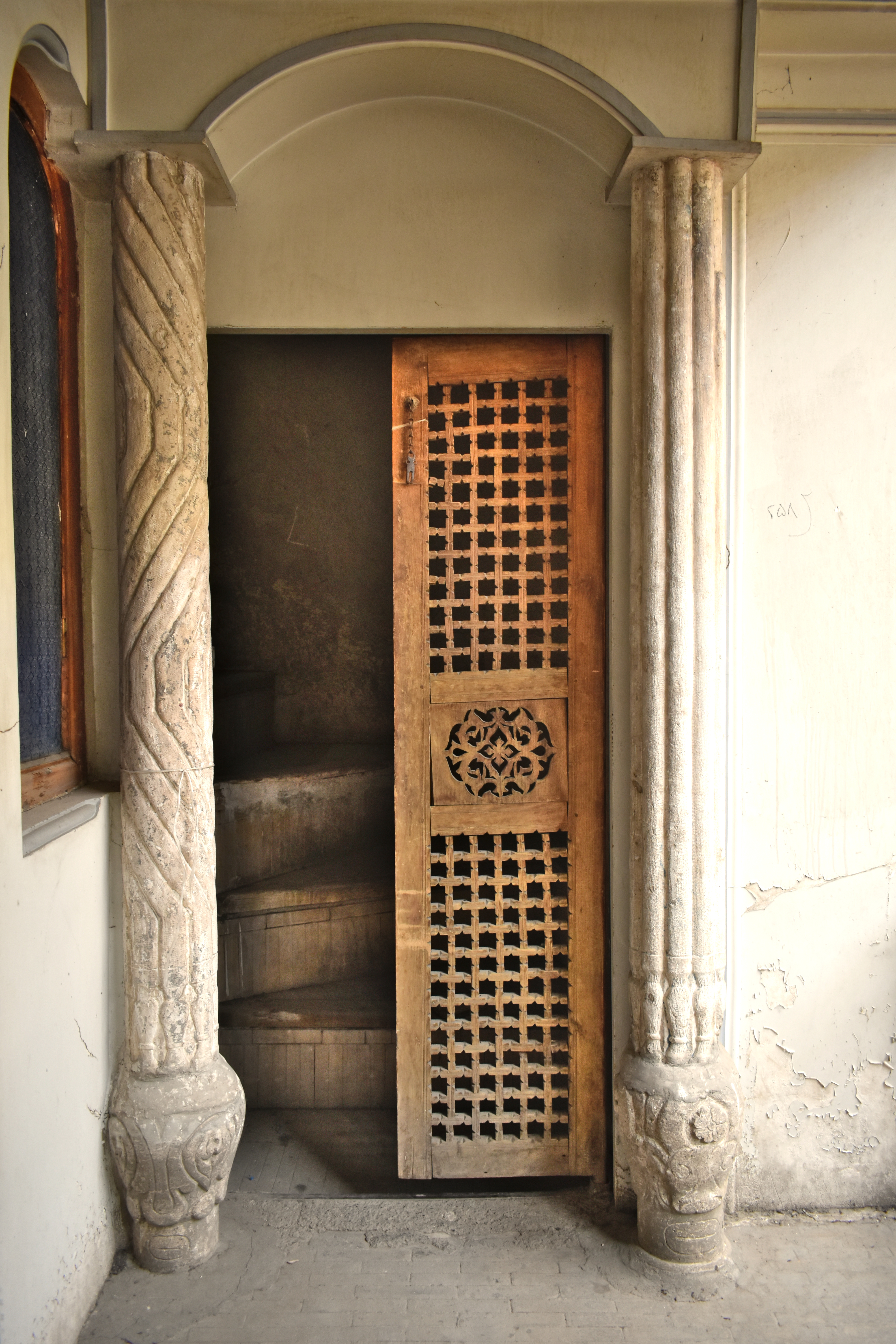
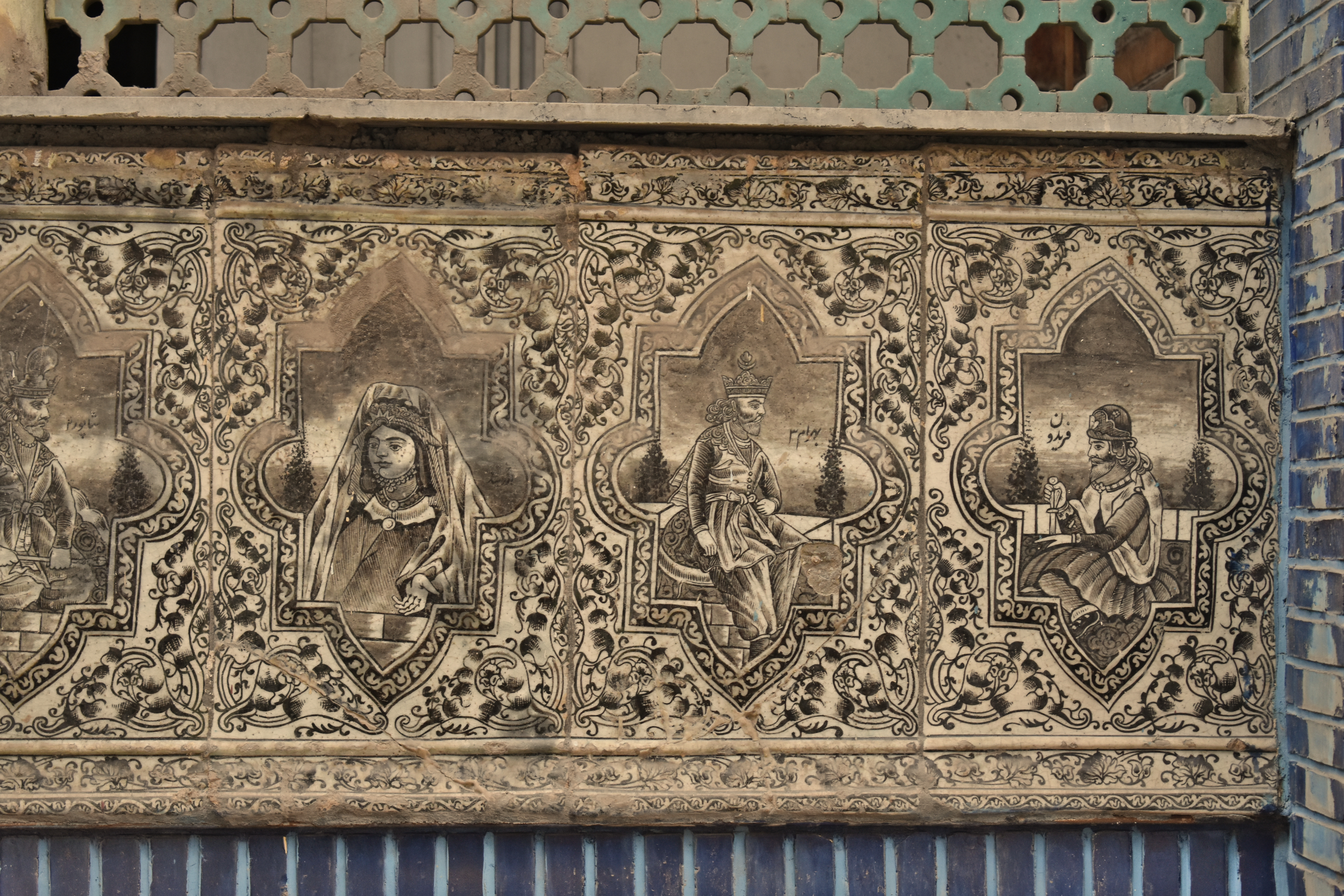
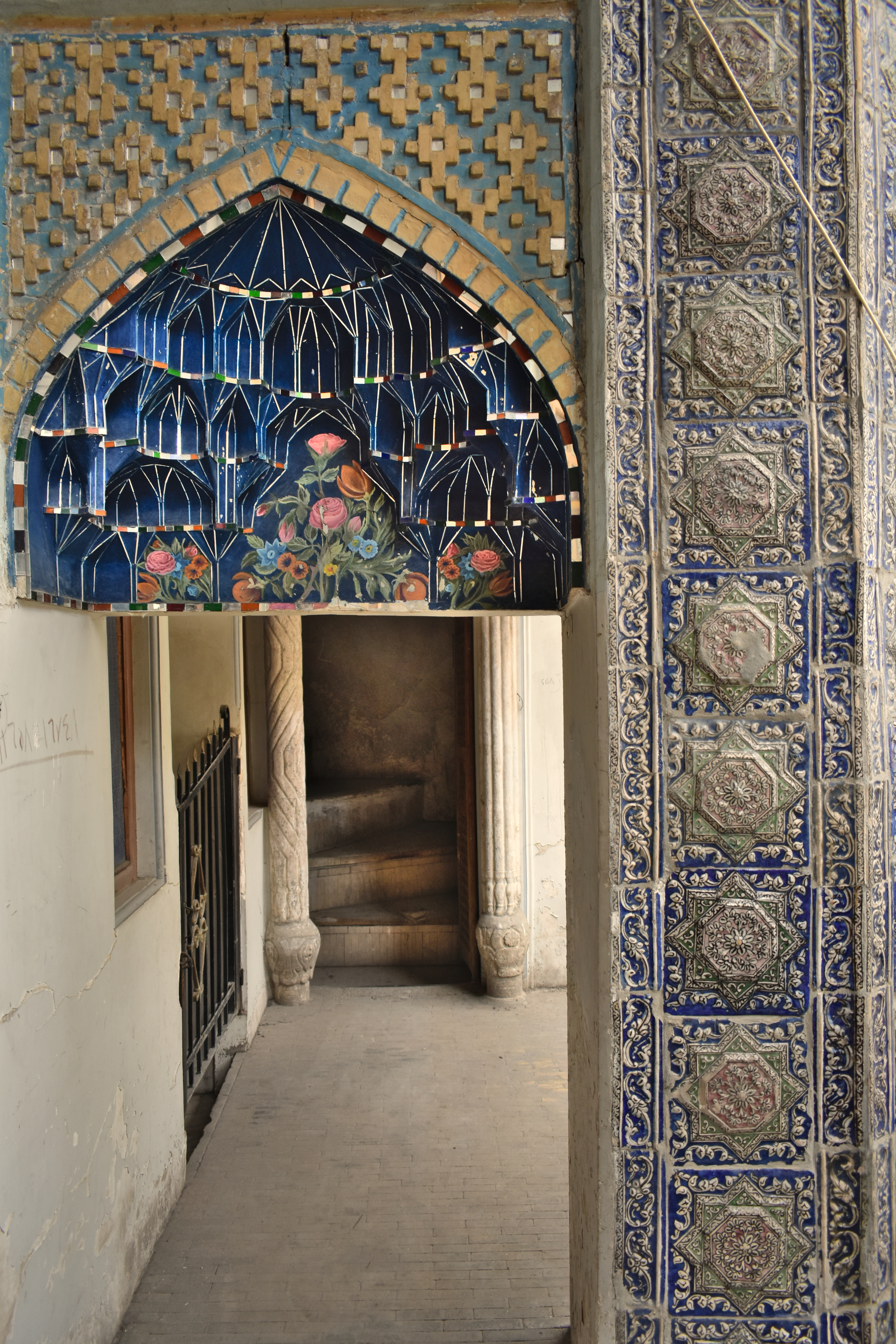
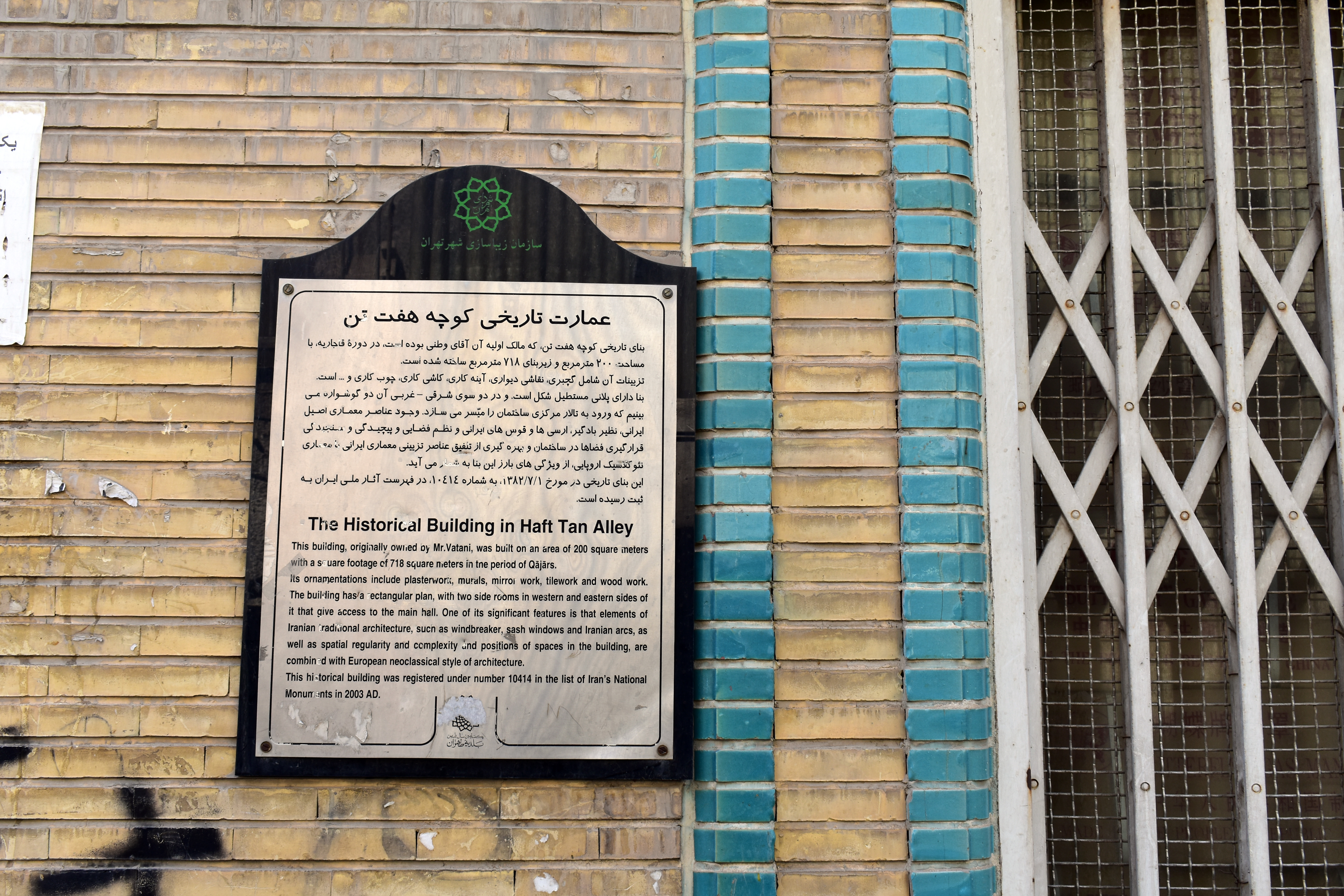